# Wittlingen
Wittlingen (alemannisch Wittlige) ist eine Gemeinde im Landkreis Lörrach in Baden-Württemberg. Zur Gemeinde Wittlingen gehören außer dem gleichnamigen Dorf keine weiteren Ortschaften. Der Ort ist Mitglied im Gemeindeverwaltungsverband Vorderes Kandertal mit Sitz in Binzen.

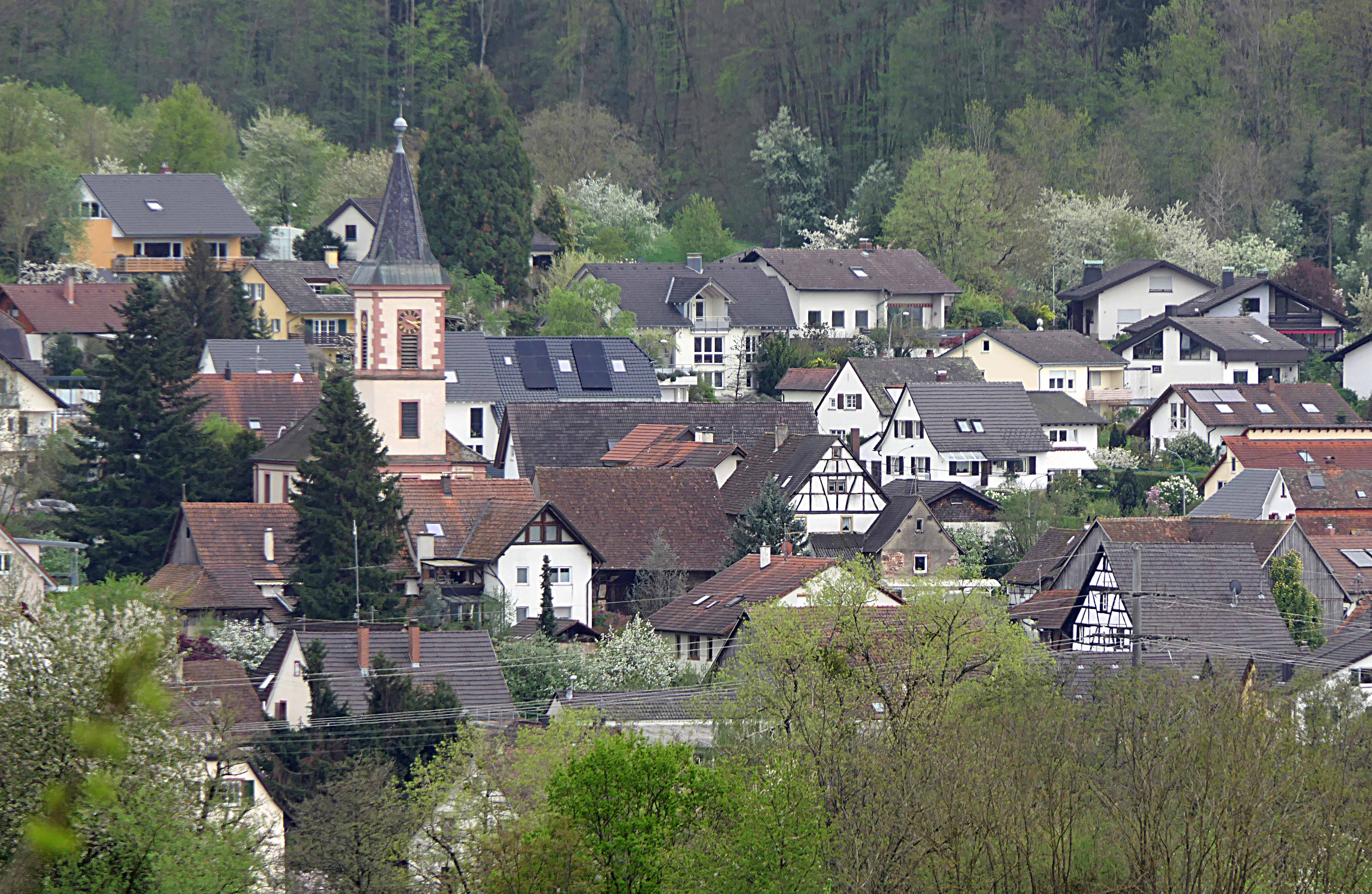
Wittlingen von Nordwesten

## Geographie

### Geographische Lage

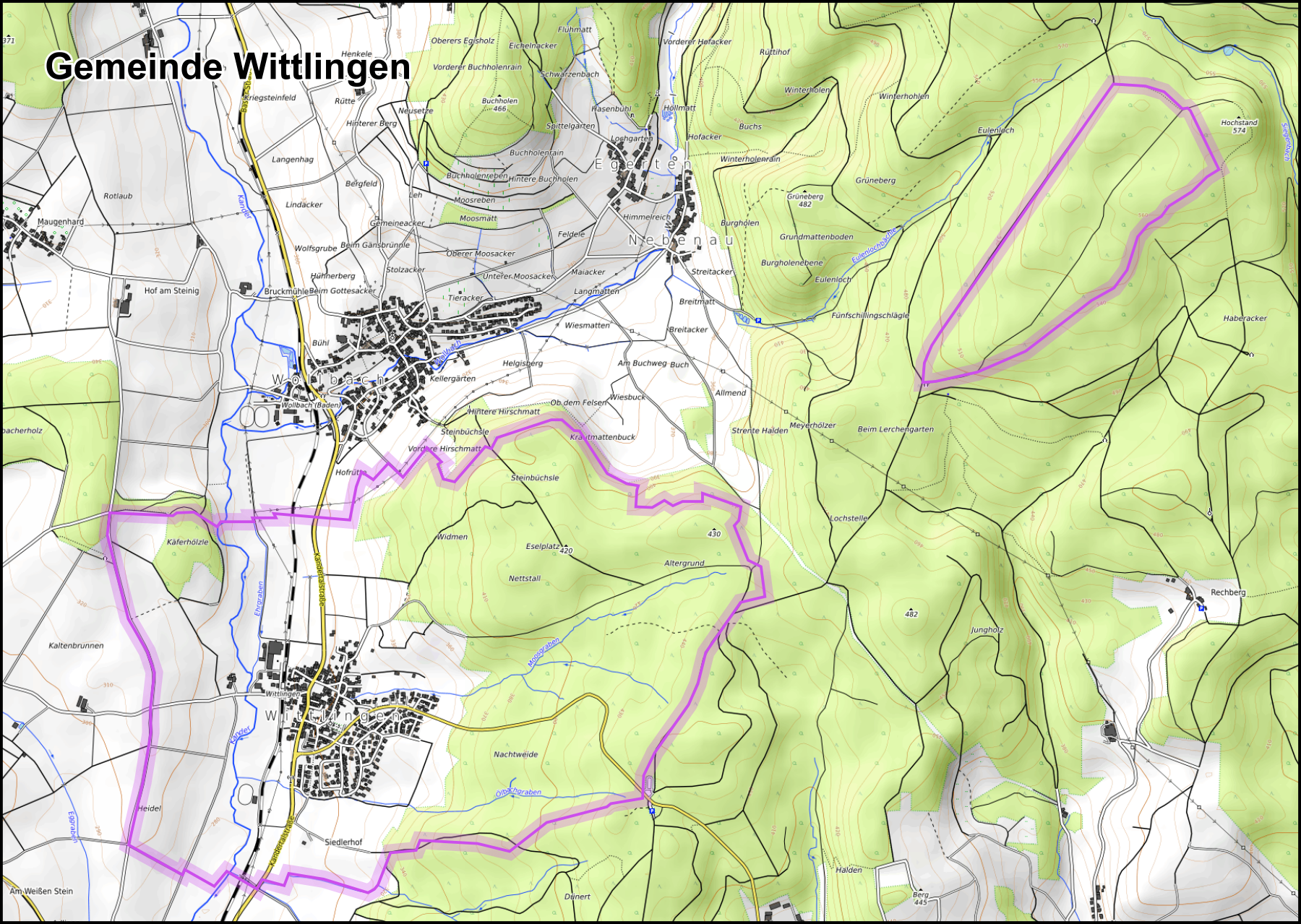
Karte von Wittlingen

Wittlingen liegt im Vorderen Kandertal im Markgräflerland nördlich von Lörrach. Das Gemeindegebiet befindet sich am östlichen Rand des Bamlach-Schallbacher Lösshügellandes. Der höchste Punkt der Gemeinde befindet sich in der Gemarkungsexklave im Röttler Wald mit 571 Meter ü. NN im Gewann Hochstand. Der höchste Punkte im eigentlichen Gemeindegebiet liegt bei 430 Meter ü. NN im Nordostteil. Im Gemeindegebiet entspringen die beiden Bäche Moosgraben und Ölbachgraben, die beide linksseitig in die Kander münden.
Eine kleine Besonderheit ist, dass der Kulminationspunkt der Wittlinger Höhe (437 m ü. NHN) entgegen der namentlichen Bezeichnung nicht zum Gemeindegebiet von Wittlingen, sondern Rümmingen gehört.

### Nachbargemeinden
Die Gemeinde grenzt im Norden an den Ortsteil Wollbach der Stadt Kandern, im Osten an die Kreisstadt Lörrach, im Süden an Rümmingen und im Westen an Schallbach.

### Historische Geographie
Im Gemeindegebiet liegen die Wüstung Crensheim und die abgegangene St.-Martins-Kirche.

## Geschichte

### Ortsgeschichte
Bodenfunde lassen auf eine erste Besiedelung durch Alemannen schließen, bevor das Dorf um 600 in fränkische Hände kam.
Wittlingen wurde im Jahre 874 in einer Urkunde des Klosters St. Gallen als Witringhove erstmals erwähnt. In anderen Urkunden tauchten auch die Namen Witelichon und Wittlikeim auf, bevor sich im 16. Jahrhundert der heutige Ortsname durchsetzte. Das Kloster hatte umfangreichen Grundbesitz in Wittlingen und der gesamten Region, der jedoch im Hochmittelalter infolge der Kämpfe mit den Habsburgern an das Bistum Basel und andere Herrschaften verloren ging.
1503 kam das Dorf zur Markgrafschaft Baden und mit dieser 1806 zum neu gegründeten Großherzogtum Baden, dem es bis 1809 angehörte.
Dass für die Namensgebung der Fasnachtsclique ausgerechnet der Kürbis herhalten musste, kommt nicht von ungefähr. Denn dieses dicke, runde Gewächs wurde in der Gemeinde schon vor langer Zeit vorzugsweise angebaut. In der berühmten Handschrift des Röttler Oberamtmannes von Leutrum, jener vorzüglichen Beschreibung der Markgrafschaft aus dem frühen 18. Jahrhundert, wird Wittlingen als Dorf mit vielen Armen geschildert, die sich kümmerlich ernähren und alles, was „auf Aeckern, Matten und Reben wächst, zu eigener höchster Notdurft“ brauchen. Wörtlich schreibt der markgräfliche Oberverwalter: „Die Wittlinger werden Chürbsenfresser genannt, vermutlich aus Armut und weil sie keine besseren Früchte zu pflanzen sonderlich imstande sind“.
Von 1813 bis 1819 gehörte Wittlingen dem Amt Lörrach an, danach dem Amt Kandern.

### Bevölkerungsentwicklung
Ende des 17. Jahrhunderts betrug der Bevölkerungsstand rund 160 Einwohner, bis Ende des 18. Jahrhunderts stieg sie auf etwa 240 an. Die Einwohnerentwicklung von Wittlingen der letzten 200 Jahre stellt sich wie folgt dar:
| Jahr      | 1804 | 1852 | 1910 | 1933 | 1987 | 1991 | 1995 | 2005 | 2010 | 2015 |
| --------- | ---- | ---- | ---- | ---- | ---- | ---- | ---- | ---- | ---- | ---- |
| Einwohner | 288  | 339  | 277  | 327  | 647  | 697  | 765  | 958  | 965  | 978  |

## Politik

### Gemeinderat

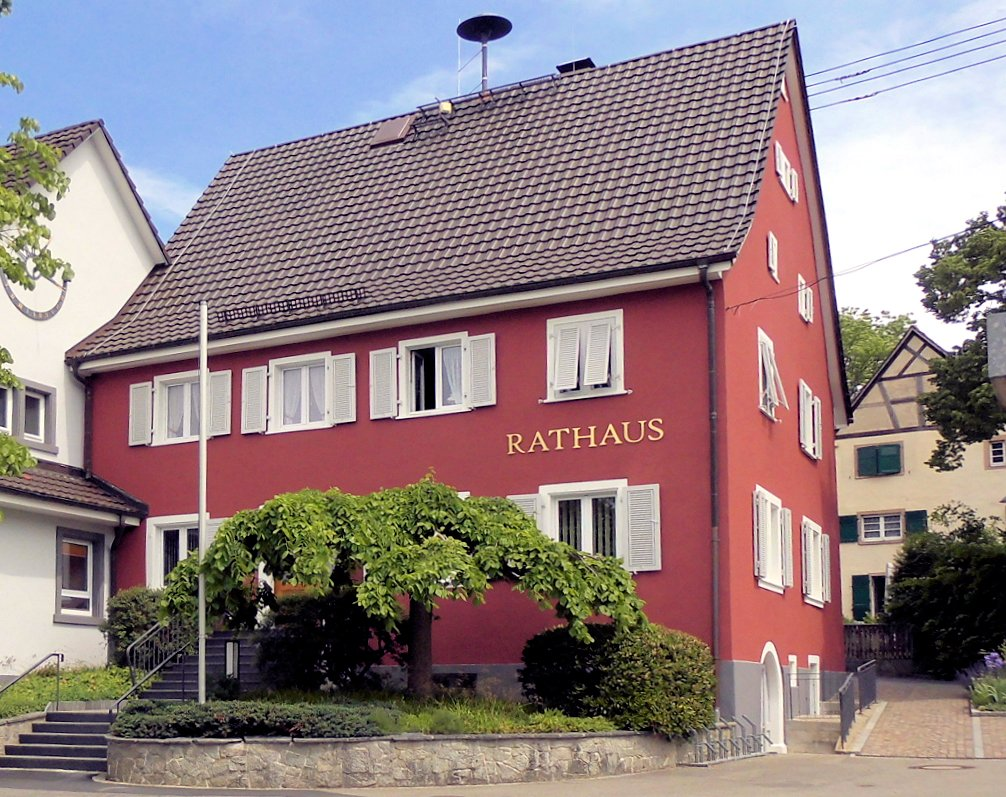
Rathaus Wittlingen

Der Gemeinderat in Wittlingen hat acht Mitglieder. Er besteht aus den ehrenamtlichen Gemeinderäten und dem Bürgermeister als Vorsitzendem. Der Bürgermeister ist im Gemeinderat stimmberechtigt. Bei der Kommunalwahl am 26. Mai 2019 wurde der Gemeinderat durch Mehrheitswahl gewählt. Mehrheitswahl findet statt, wenn kein oder nur ein Wahlvorschlag eingereicht wurde. Die Bewerber mit den höchsten Stimmenzahlen sind dann gewählt. Die Wahlbeteiligung betrug 69,0 % (2014: 57,6 %).
Dem Gemeinderat steht der Bürgermeister Michael Herr vor. Er wurde im Juli 2015 mit 97,3 % der Stimmen wiedergewählt.

### Wappen
Das Gemeindewappen zeigt in einem gespaltenen Schild vorne in Gold (Gelb) einen roten Schrägbalken und verweist damit auf die Zugehörigkeit zum Land Baden; hinten ist eine goldene (gelbe) Pflugschar auf blauem Grund dargestellt und symbolisiert den Ackerbau. Die Gemeinde führt das Wappen seit 1906 auf Vorschlag des badischen Generallandesarchivs.

## Vereine
- FC Wittlingen 1954 e. V.
- Chürbse-Clique Wittlingen 1978 e. V.

## Kultur und Sehenswürdigkeiten

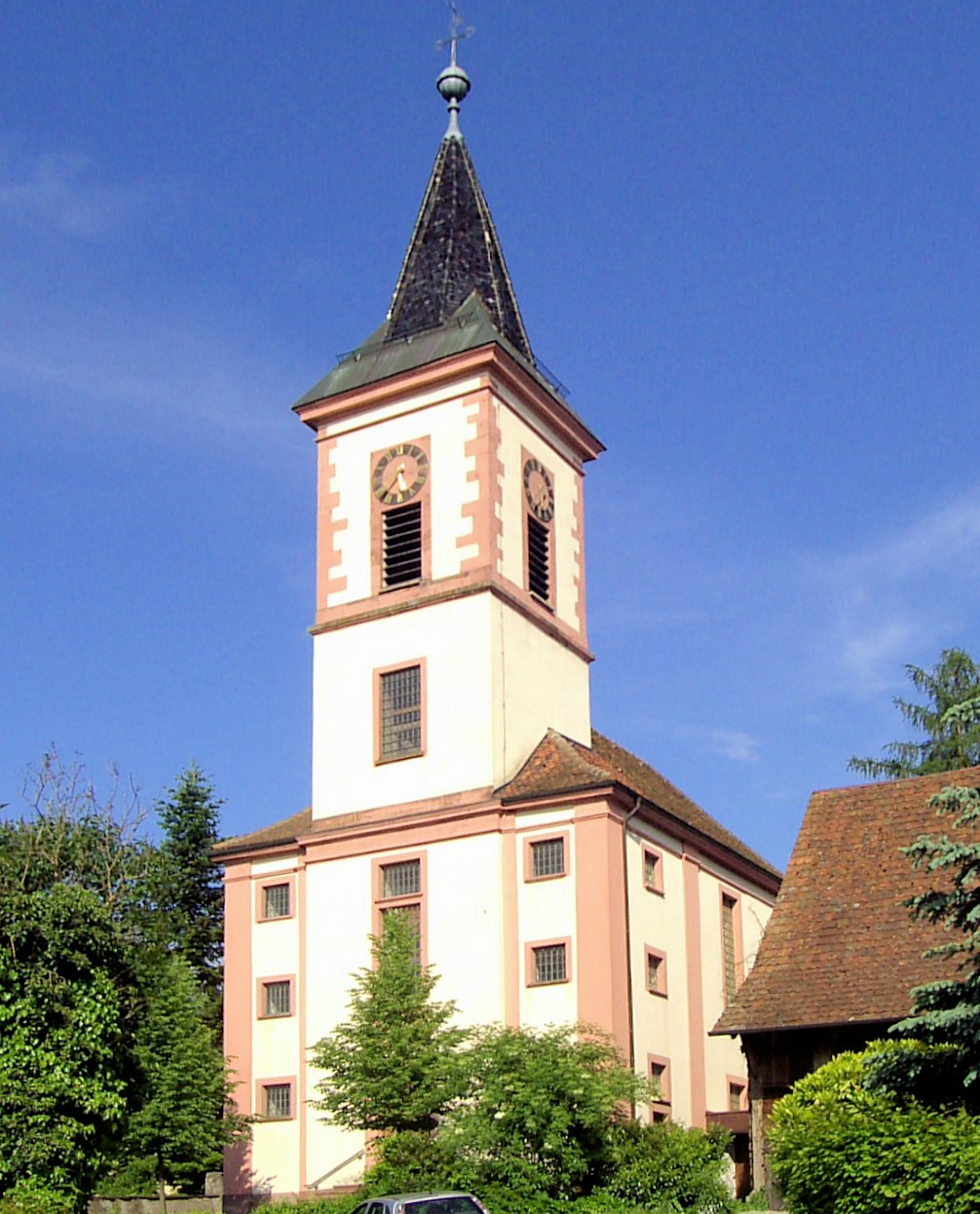
Wittlinger Kirche

In der Dorfmitte Wittlingens steht die Kirche St. Michael, die von 1772 bis 1774 nach Plänen von Wilhelm Jeremias Müller auf den Fundamenten einer gotischen Saalkirche entstanden ist. Sie gilt als Vorläufer der Kleinen Kirche in Karlsruhe. Östlich der Kirche befindet sich der Friedhof.
Nördlich der Kirche steht das fast quadratisches, zweigeschossige Pfarrhaus. An der Kreuzung von Kirch- und Rathausstraße befindet sich das Rathaus aus den 1930er Jahren.

## Wirtschaft und Infrastruktur

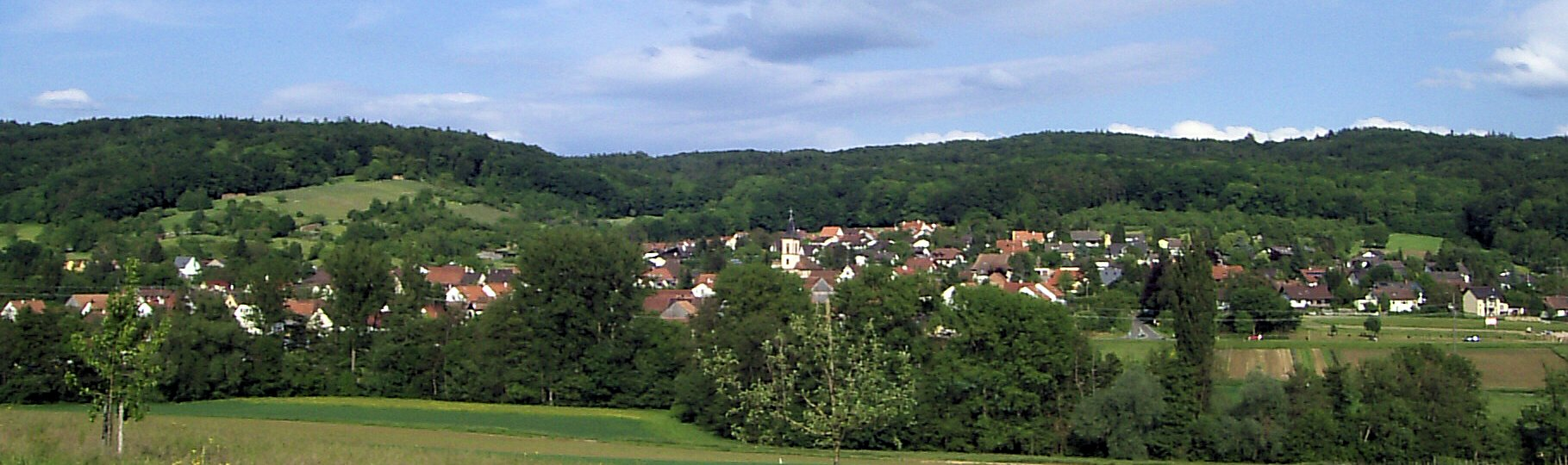
Blick aus Richtung Schallbach auf Wittlingen

### Verkehr
Bis 1983 war Wittlingen über die Kandertalbahn von Haltingen nach Kandern an das überregionale Schienennetz angebunden. Heute verkehrt dort nur noch eine Museumsbahn, Chanderli genannt. Der Ort ist Bus-Haltepunkt im öffentlichen Personennahverkehr der SWEG.
Durch den Ort verläuft entlang des Kandertals die Landstraße 134, sie verbindet Binzen mit Kandern. Von Rümmingen aus ist der Ort über die Landstraße 141 mit der A 98 über die Anschlussstelle Kandern an das überregionale Straßennetz angeschlossen.
Vom Ortskern zweigt von der Landstraße die Kreisstraße 6344 über einen kleinen Bergpass, genannt Wittliger Buck (437 Meter ü. NN.) in Richtung Haagen und vorderes Wiesental ab. Im Siedlungsgebiet der haufendorfähnlichen Struktur des Ortes bilden die Straßen ein Viereck.

### Wirtschaft
Bis weit in Mitte des 20. Jahrhunderts war Wittlingen ein stark landwirtschaftlich geprägtes Dorf. Die landwirtschaftliche Nutzfläche wuchs dabei von 163 Hektar 1895 bis auf 180 Hektar 1930 an, bis sie sich nach einigen Schwankungen auf 142 Hektar im Jahr 1985 einpendelte. Die Grünlandfläche betrug davon 44 Hektar und die Ackerfläche 83 Hektar. Wichtigste Zweige der Landwirtschaft waren der Getreideanbau, der Anbau von Hackfrüchten und Obstanbau. In der zweiten Hälfte des 19. Jahrhunderts dehnte sich vor allem die Viehhaltung aus.
Bis heute verfügt Wittlingen über keine Industriebetriebe und nur wenige Handwerksbetriebe. 1895 waren zwölf Personen in sieben gewerblichen Betrieben organisiert. Größter gewerbliche Stahlbaubetrieb war ein 1961 gegründeter Betrieb, der 1993 in Konkurs geriet. Auch der Dienstleistungs- und Tourismussektor ist in Wittlingen nur schwach ausgeprägt. Märkte haben sich in Wittlingen nie gebildet.